# Borstel (Winsen)
Borstel ist seit 1972 ein Ortsteil der Kreisstadt Winsen (Luhe) im Landkreis Harburg in Niedersachsen, der 2.526 Einwohner hat (Stand 31. Dezember 2017; 2014: 2.359; 2011: 2.251). Der Ort liegt östlich des Kerngebietes von Winsen an der K 84, die von Winsen nach Handorf in der Samtgemeinde Bardowick im Landkreis Lüneburg führt. Die A 39 verläuft südlich in zwei Kilometer Entfernung.

## Geschichte

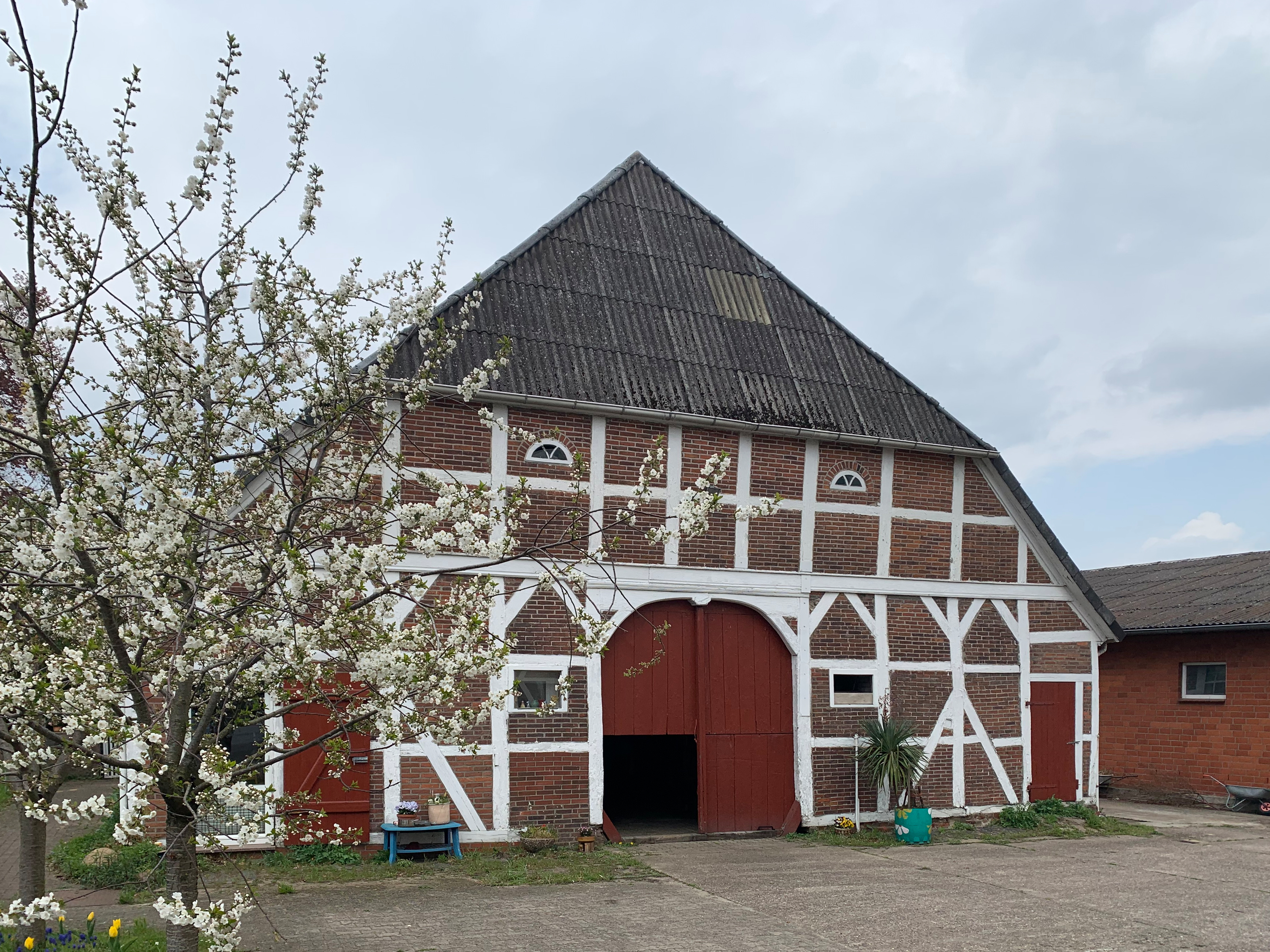
Denkmalgeschützter Bauernhof aus dem 17. Jahrhundert

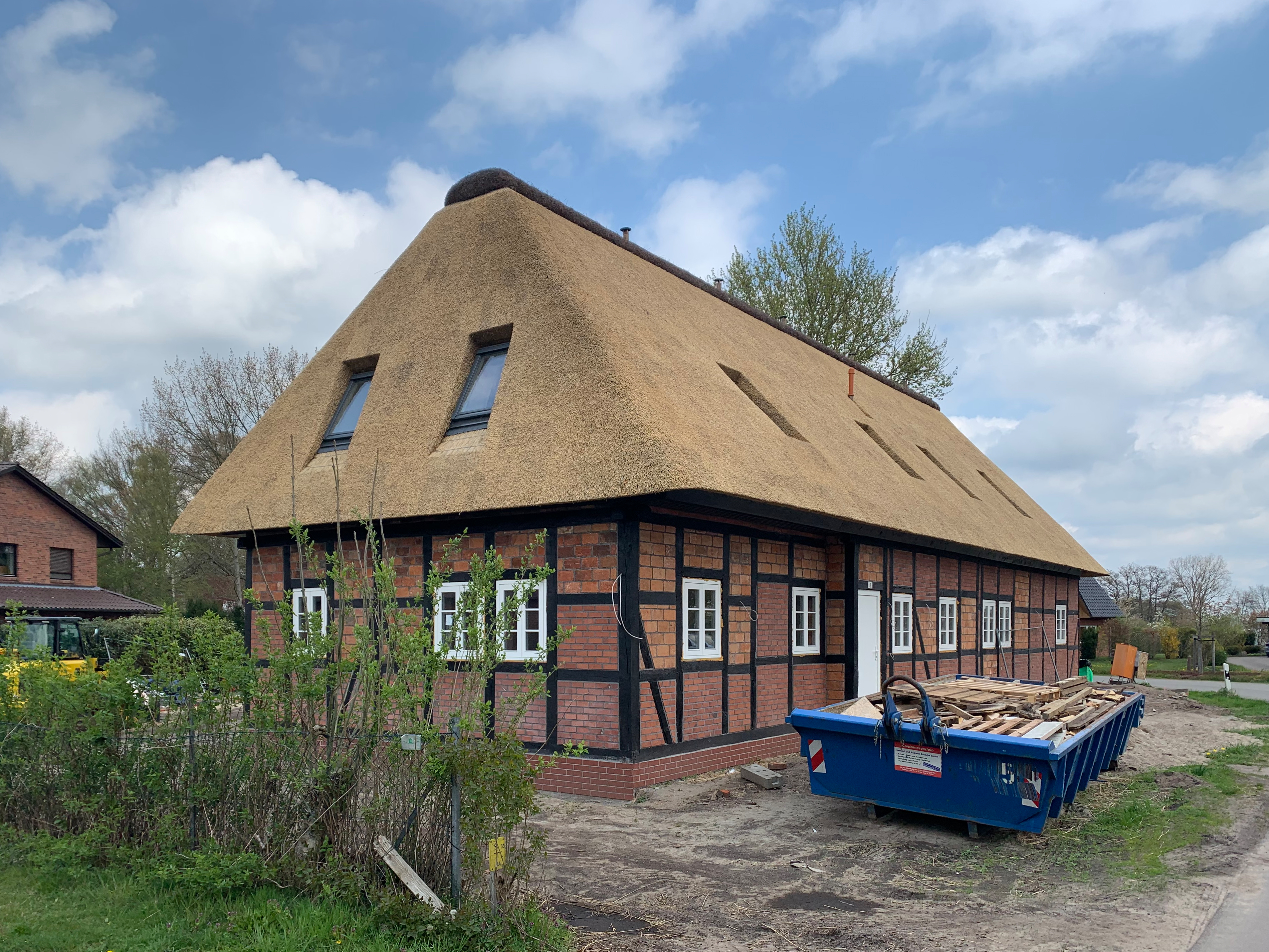
Denkmalgeschützte ehemalige Schule aus dem 18. Jahrhundert

Funde auf Borsteler Gebiet bezeugen, dass Menschen hier schon 8000 Jahre vor Christi angesiedelt waren. Urkundlich wurde Borstel jedoch erstmals im Jahre 1158 in den Akten des Stiftes von Bardowick erwähnt. Am 1. Juli 1972 wurde Borstel in die Kreisstadt Winsen (Luhe) eingegliedert.

## Politik
Ortsvorsteherin von Borstel ist Hendrike König.